# Frenchburg (Kentucky)
Frenchburg település az Amerikai Egyesült Államok Kentucky államában. Menifee megyében, melynek megyeszékhelye is. Lakosainak száma 601 fő (2020. április 1.).

## Népesség
A település népességének változása:

| 2010 | 486 |
| 2020 | 601 |